# Nitroarginina
Nitroarginina, ou Nω-nitro-l-arginina, é um nitroderivado do aminoácido arginina. É um inibidor da óxido nítrico sintase e também um vasoconstritor. Como tal, encontra amplo uso como uma ferramenta bioquímica no estudo do óxido nítrico e seus efeitos biológicos.
A nitroarginina tem sido utilizada na pesquisa para estudar a constrição coronária. Na presença de midazolam, a vasodilatação ocasionada não foi afetada pela nitroarginina. Devido à presença das três isozimas da óxido nítrico sintase no tecido estriado no prosencéfalo, o composto também tem sido utilizado para estudar como a inibição desta enzima pode afetar o transporte de monoaminas e a meia-vida da dopamina no meio extracelular.